# Menheniot
Menheniot är en by och en civil parish i Cornwall i England. Orten har 1 716 invånare (2011).